# Activador tisular del plasminógeno
El activador tisular del plasminógeno (en inglés: tissue plasminogen activator o t-PA) es una proteína proteolítica implicada en la disolución de coágulos de sangre. Específicamente, es una serina proteasa que se encuentra en las células endoteliales, las células que recubren el interior de los vasos sanguíneos. Como una enzima, cataliza la conversión de plasminógeno a plasmina, que es la enzima principal para la disolución de coágulos de sangre. El t-PA es empleado en medicina para el tratamiento de ictus (isquemia cerebral), infarto de miocardio provocado por un coágulo de sangre, o TEP (tromboembolismo pulmonar). El t-PA es segregado por el endotelio vascular después de sufrir una lesión y su función es activar el plasminógeno transformándolo en plasmina. En el tratamiento de infarto agudo de miocardio se emplea por conseguir la lisis del trombo y en este contexto es obligatorio asociarlo con enoxaparina o heparina fraccionada.

## Función

Esta ilustración simplificada muestra la disolución de coágulos (fibrinolisis), las flechas azules indican estimulación y las flechas rojas inhibición.

La función clásica del t-PA se desarrolla en el proceso de la coagulación de la sangre. Específicamente el t-PA cataliza la conversión de plasminógeno en plasmina. Lo hace al romper la cadena única del plasminógeno en dos cadenas. Estas dos cadenas están unidas por enlace disulfuro y la molécula resultante es denominada plasmina.
El incremento de la actividad enzimática provoca un estado de hiperfibrinólisis que puede manifestarse con  un aumento de la permeabilidad vascular y/o episodios hemorrágicos . La reducción de la actividad enzimática provoca hipofibrinólisis que puede provocar a su vez una trombosis o embolismo al formarse coágulos de sangre.
El activador tisular del plasminógeno también desempeña un importante papel en la migración celular y reconstrucción de tejidos.

## Genética
El activador tisular del plasminógeno es una proteína codificada por el gen PLAT, que se encuentra localizado en el cromosoma 8. El transcrito primario producido por este gen sufre empalme alternativo, produciendo tres diferentes ARN mensajeros.

## Aplicaciones clínicas
El activador tisular del plasminógeno t-PA recombinante se emplea en el tratamiento de enfermedades que provocan coágulos sanguíneos, como el embolismo pulmonar, el infarto de miocardio y la isquemia cerebral. Para que resulte efectivo el tratamiento con t-PA debe ser administrado intravenosamente durante las primeras tres horas después de la formación del coágulo sanguíneo y el accidente vascular o en las siguientes seis horas siendo administrado directamente con un catéter en el lugar de la oclusión. En la mayoría de los casos solo un 3 al 5 % de los pacientes reciben este tratamiento al haber transcurrido más tiempo del debido entre el accidente y la posibilidad de hospitalizar e iniciar el tratamiento.
EL t-PA parece mejorar no solo las grandes oclusiones arteriales sino también los infartos lacunares. Pero ya que le t-PA disuelve los coágulos de sangre, hay riesgo de hemorragias al emplearlo.
Recientemente el t-PA ha sido empleado para disolver coágulos en las isquemias cerebrales e ictus que al producir coágulos de sangre en el cerebro provocan graves lesiones cerebrales. 
Para estos tratamientos suele emplearse Actilyse activador tisular del plasminógeno Humano Recombinante (rt-PA) 50 mg.
También se ha empleado en el tratamiento de casos de congelación de tejidos y aquellos que recibieron tratamiento con t-PA sufrieron amputaciones mucho menores que aquellos que no lo recibieron.
En casos de sobredosis de t-PA, el ácido aminocaproico actúa como un antídoto.

## Activadores de plasminógeno tisular recombinante
Activadores recombinantes del plasminógeno tisular (r-TPA) incluyen alteplasa, reteplasa y tenecteplasa (TNKase) [3].
La alteplasa es aprobada por la FDA para el tratamiento del infarto de miocardio con elevación del ST (STEMI), accidente cerebrovascular isquémico agudo (AIS), embolia pulmonar aguda masiva, y el centro de dispositivos de acceso venoso (CVAD) [3].
La reteplasa es aprobada por la FDA para el infarto agudo de miocardio, donde cuenta con una administración más conveniente y más rápido que con alteplasa trombólisis [3].
La tenecteplasa también está indicada en el infarto agudo de miocardio, mostrando menos complicaciones hemorrágicas, pero las tasas de mortalidad siguen siendo similares de alguna manera después de un año en comparación con alteplasa. [3]
R-TPA adicionales, tales como desmoteplase, están en fase de desarrollo clínico.

## Material de lectura
- Rijken DC (1988). «Relationships between structure and function of tissue-type plasminogen activator». Klin. Wochenschr. 66 Suppl 12: 33-9. PMID 3126346.
- Bode W, Renatus M (1998). «Tissue-type plasminogen activator: variants and crystal/solution structures demarcate structural determinants of function». Curr. Opin. Struct. Biol. 7 (6): 865-72. PMID 9434908. doi:10.1016/S0959-440X(97)80159-5.
- Collen D, Billiau A, Edy J, De Somer P., Identification of the human plasma protein which inhibits fibrinolysis associated with malignant cells, Biochim Biophys Acta. 1977 Sep 29;499(2):194-201
- Anglés-Cano E, Rojas G (2003). «Apolipoprotein(a): structure-function relationship at the lysine-binding site and plasminogen activator cleavage site». Biol. Chem. 383 (1): 93-9. PMID 11928826. doi:10.1515/BC.2002.009.
- Ny T, Wahlberg P, Brändström IJ (2003). «Matrix remodeling in the ovary: regulation and functional role of the plasminogen activator and matrix metalloproteinase systems». Mol. Cell. Endocrinol. 187 (1-2): 29-38. PMID 11988309. doi:10.1016/S0303-7207(01)00711-0.
- Teesalu T, Kulla A, Asser T, et al. (2002). «Tissue plasminogen activator as a key effector in neurobiology and neuropathology». Biochem. Soc. Trans. 30 (2): 183-9. PMID 12023848. doi:10.1042/BST0300183.
- Pang PT, Lu B (2005). «Regulation of late-phase LTP and long-term memory in normal and aging hippocampus: role of secreted proteins tPA and BDNF». Ageing Res. Rev. 3 (4): 407-30. PMID 15541709. doi:10.1016/j.arr.2004.07.002.
- Sheehan JJ, Tsirka SE (2005). «Fibrin-modifying serine proteases thrombin, tPA, and plasmin in ischemic stroke: a review». Glia 50 (4): 340-50. PMID 15846799. doi:10.1002/glia.20150.